# 41–47 Castle Street (Dumfries)
Unter der Adresse 41–47 Castle Street in der schottischen Stadt Dumfries in der Council Area Dumfries and Galloway befindet sich eine Reihe von Wohngebäuden. 1961 wurden sie als Einzelwerk in die schottischen Denkmallisten in der höchsten Denkmalkategorie A aufgenommen. Des Weiteren bilden sie zusammen mit verschiedenen umliegenden Bauwerken ein Denkmalensemble der Kategorie A.

## Geschichte
Architektonisch weist der Straßenzug Ähnlichkeiten mit der Forth Street in Edinburgh auf. Wie in dieser wurden die Gebäude wahrscheinlich von dem schottischen Architekten Robert Burn 1806 entworfen. Sie entstanden jedoch wahrscheinlich erst nach Burns Tod 1815. So wurde Haus Nummer 41 wahrscheinlich 1819 erbaut. Die weiteren Gebäude entstanden in den 1820er Jahren.

## Beschreibung
Die Hausnummern 41 bis 45 sind weitgehend identisch aufgebaut. Es handelt sich um zweistöckige Gebäude mit ausgebauten Dachgeschossen, die sich in geschlossener Bauweise entlang der Südseite der Castle Street ziehen. Mit Ausnahme von Haus Nummer 45, das fünf Achsen weit ist, sind die nordostexponierten Frontseiten drei Achsen weit. Die Eingangstüren befinden sich links (bei Nummer 45 mittig) und sind über kurze Vortreppen mit gusseisernen Geländern zugänglich. Die Eingangsbereiche sind mit Rundbögen und halbrunden Kämpferfenstern gestaltet. Flankierende Pilaster tragen schlichte Gesimse. Entlang der verputzten Fassaden, Nummer 41, das nicht verputzt ist, bildet eine Ausnahme, verläuft ein schlichtes Gurtgesims. Es sind zwölfteilige Sprossenfenster verbaut. Aus den schiefergedeckten Satteldächern treten an drei Häusern polygonal abschließende Gauben hervor.